# Wilfried Singo
Wilfried Stephane Singo (* 25. Dezember 2000 in Odienné) ist ein ivorischer Fußballspieler, der als Verteidiger für den AS Monaco und die Nationalmannschaft der Elfenbeinküste spielt.

## Karriere

### Verein
Der aus der Jugend der AS Denguélé stammende Singo wechselte im Sommer 2019 nach Turin, wo er zuerst in der U19-Mannschaft zum Einsatz kam. Zunächst als Innenverteidiger eingesetzt, wurde er im Laufe der Saison nach und nach auf die rechte Außenverteidigerposition versetzt. Am 1. August desselben Jahres gab er unter Walter Mazzarri beim 4:1-Sieg in der Qualifikationsrunde der UEFA Europa League gegen Debreceni Vasutas SC sein Debüt in der A-Mannschaft. Sein Debüt in der Serie A gab er am 27. Juni 2020 bei der 2:4-Auswärtsniederlage gegen Cagliari Calcio. Sein erstes Tor in der Liga konnte er bald darauf am 29. Juli 2020 bei einer 2:3-Heimniederlage gegen AS Rom erzielen. In der folgenden Saison 2020/21 wurde Sango schließlich ein fester Bestandteil der Turiner Stammelf. 2023 wechselte er für eine Ablösesumme von 10 Millionen Euro zum monegassischen Verein AS Monaco in die Ligue 1.

### Nationalmannschaft
Singo debütierte für die U20-Nationalmannschaft der Elfenbeinküste im Jahr 2018 bei den Qualifikationsspielen zur U-20-Afrikameisterschaft 2019. Er vertrat sein Heimatland bei den Olympischen Spielen 2020, welche 2021 in Tokio ausgetragen wurden. Sein Debüt für die A-Nationalmannschaft der Elfenbeinküste gab er am 5. Juni 2021 bei einem 2:1-Sieg gegen Burkina Faso. Anfang 2024 nahm er mit der Mannschaft am Afrika-Cup teil, den die Elfenbeinküste mit einem 2:1-Sieg im Finale gegen Nigeria gewinnen konnte, und kam dort in allen sieben Spielen zum Einsatz.

## Spielweise
Singo spielt hauptsächlich als rechter Außenverteidiger, hat aber auch schon als Innenverteidiger gespielt. Zu seinen fußballerischen Stärken gehören Schnelligkeit und physische Stärke sowie eine gute Technik.